# Быковская (Вельский район)
Быковская — опустевшая деревня в Вельском районе Архангельской области. Входит в состав   Муниципального образования «Хозьминское». Является элементом Якушевско-Дымковской групповой системы населённых мест.

## География
Деревня расположена в южной части Архангельской области, в таёжной зоне, в пределах северной части Русской равнины, в 45 километрах на северо-запад от города Вельска, на правом берегу реки Семженьга притока Вели.  Ближайшие населённые пункты: на севере нежилая деревня Якушевская, на юге нежилая деревня Дымковская 1-я.
Часовой пояс
Быковская, как и вся Архангельская область, находится в часовой зоне МСК (московское время). Смещение применяемого времени относительно UTC составляет +3:00.

## Население
| 2002 | 2010 | 2012 | 2014 |
| ---- | ---- | ---- | ---- |
| 0    | →0   | →0   | →0   |

## История
Указана в «Списке населённых мест по сведениям 1859 года» в составе Вельского уезда (1-го стана) Вологодской губернии под номером «2234» как «Быковское». Насчитывала 20 дворов, 69 жителей мужского пола и 92 женского.
В материалах оценочно-статистического исследования земель Вельского уезда упомянуто, что в 1900 году в административном отношении деревня входила в состав Хозьминского сельского общества Есютинской волости. На момент переписи в селении Быковская находилось 37 хозяйств, в которых проживало 92 жителя мужского пола и 95 женского.
В 1989 году в деревне насчитывалась 18 жилых крестьянских домов и один дом был утрачен. Деревня относилась к сельским животноводческо-земледельческим поселениям по характеру трудовой деятельности населения, была круглогодично обитаема, на северо-западной окраине деревни находился скотный двор. Жилая застройка датируется концом XIX - первой половиной XX веков.